# Paralelo 16 N
O paralelo 16 N é um paralelo que está 16 graus a norte do plano equatorial da Terra.
Depois da Segunda Guerra Mundial, o paralelo 16 N dividiu o Vietname em zonas controladas pelos chineses e pelos britânicos.
No conflito Chade-Líbia, desde 1984 que o paralelo, conhecido como "Linha Vermelha", limita as áreas controladas pelos conflitantes. Antes fora o  Paralelo 15 N.
Começando no Meridiano de Greenwich na direcção leste, o paralelo 16º Norte passa sucessivamente por:
| País, território ou mar | Notas                                                                                 |
| ----------------------- | ------------------------------------------------------------------------------------- |
| Mali                    |                                                                                       |
| Níger                   |                                                                                       |
| Chade                   |                                                                                       |
| Sudão                   |                                                                                       |
| Eritreia                |                                                                                       |
| Mar Vermelho            |                                                                                       |
| Eritreia                | Ilha Nora                                                                             |
| Mar Vermelho            |                                                                                       |
| Iêmen                   |                                                                                       |
| Oceano Índico           | Mar Arábico                                                                           |
| Índia                   | Maharashtra Karnataka Andhra Pradesh                                                  |
| Oceano Índico           | Baía de Bengala                                                                       |
| Myanmar (Birmânia)      | Passa no delta do rio Irrawaddy                                                       |
| Oceano Índico           | Golfo de Martaban, Mar de Andamão                                                     |
| Myanmar (Birmânia)      |                                                                                       |
| Tailândia               |                                                                                       |
| Laos                    |                                                                                       |
| Vietname                |                                                                                       |
| Mar da China Meridional | Passa nas disputadas Ilhas Paracel                                                    |
| Filipinas               | Ilha Luzon                                                                            |
| Oceano Pacífico         | Mar das Filipinas · Passa a sul da ilha Farallón de Medinilla, Marianas Setentrionais |
| México                  |                                                                                       |
| Oceano Pacífico         | Golfo de Tehuantepec                                                                  |
| México                  |                                                                                       |
| Guatemala               |                                                                                       |
| Belize                  |                                                                                       |
| Mar das Caraíbas        | Passa a norte de Punta de Manabique, Guatemala · Passa a sul da ilha Útila, Honduras  |
| Honduras                | Passa a norte do cabo Camarón, Honduras                                               |
| Mar das Caraíbas        |                                                                                       |
| França (Guadeloupe)     | Ilhas Basse-Terre e Marie-Galante                                                     |
| Oceano Atlântico        |                                                                                       |
| Cabo Verde              | Ilha da Boa Vista                                                                     |
| Oceano Atlântico        |                                                                                       |
| Senegal                 |                                                                                       |
| Mauritânia              |                                                                                       |
| Mali                    |                                                                                       |